# Eupolemus
Eupolemus (лат.) — род клопов из семейства древесных щитников.
Австралия и Филиппины.

## Описание
Длина тела менее 1 см (от 4 до 8 мм). От близких родов отличается следующими признаками: максимальная ширина брюшка 2,50—4,20 мм; проводящий канал мужских гениталий чрезвычайно длинный, может заканчиваться U- или W-образной структурой; конъюнктива с длинным склеротизированным участком; 2-й усиковый сегмент редко очень короткий, 1-й и 2-й сегменты вместе в 1,5 длиннее 3-го, который в 1,5 раз длиннее 2-го. Антенны 5-члениковые. Лапки состоят из двух сегментов. Щитик треугольный и достигает середины брюшка, голени без шипов.

## Классификация
В состав рода включают около 10 видов.
- Eupolemus angularis (Reuter, 1881)
- Eupolemus angustulus (Reuter, 1881)
- Eupolemus insularis Distant, 1910
- Eupolemus languidus (Stål, 1860)
- Eupolemus maculicollis (Reuter, 1881)
- Eupolemus marginatus (Reuter, 1881)
- Eupolemus picturatus Distant, 1910
- Eupolemus tasmanicus (Distant, 1910)
- Eupolemus venustulus (Walker, 1867)
- Eupolemus virescens (Dallas, 1852)